# 22 octobre
Pour les articles homonymes, voir Vingt-Deux-Octobre.
22 septembre 22 novembre
Chronologies thématiques
- Croisades
- Ferroviaires
- Sports
- Disney
- Anarchisme
- Catholicisme

Abréviations / Voir aussi
- (° 1852) = né en 1852
- († 1885) = mort en 1885
- a.s. = calendrier julien
- n.s. = calendrier grégorien
- Calendrier
- Calendrier perpétuel
- Liste de calendriers
- Naissances du jour

Le 22 octobre est le 295e jour de l'année du calendrier grégorien, le 296e en cas d'année bissextile. Il reste 70 jours avant la fin de l'année.
C'était généralement l'équivalent du 1er brumaire du calendrier républicain ou révolutionnaire français, officiellement dénommé jour de la pomme (comme de nos jours la veille 21 octobre "grégorien" au Royaume-Uni).

## Événements

### XIVesiècle
- 1383 : la mort de Ferdinand Ier de Portugal déclenche la crise portugaise de 1383-1385.

### XVIIIesiècle
- 1702 : bataille navale de Vigo[1]. Une escadre anglo-hollandaise attaque, et s'empare d'un convoi espagnol de retour du Mexique, malgré l'escorte assurée par les navires français de Châteaurenault.
- 1707 : désastre naval de Sorlingues.
- 1798 : premier combat de Boom, pendant la guerre des Paysans.

### XIXesiècle
- 1873 : signature de l'entente des trois empereurs.

### XXesiècle
- 1907 : début de la panique des banquiers aux États-Unis
- 1917 : à Vienne, les ministres allemands et austro-hongrois des affaires étrangères, Richard von Kühlmann et Ottokar Czernin, tentent de trouver un accord pour le partage des conquêtes de la quadruplice.
- 1941 : Guy Môquet est fusillé avec 26 autres otages, à Châteaubriant.
- 1953 : indépendance du royaume du Laos.
- 1962 : discours de John Fitzgerald Kennedy, président des États-Unis, sur la crise de Cuba[2].
- 1973 : résolution no 338 du Conseil de sécurité des Nations unies, qui réaffirme la validité de la résolution no 242, et appelle à un cessez-le-feu, dans la guerre du Kippour, et à des négociations en vue « d’instaurer une paix juste et durable au Moyen-Orient ».
- 1989 : accord de Taëf.

### XXIesiècle
- 2004 : Gaston Flosse est élu président de la Polynésie française.
- 2014 : attentat à Jérusalem.
- 2015 : Moana Carcasses Kalosil, vice-Premier ministre du Vanuatu, est condamné à quatre ans de prison pour corruption.
- 2017 :
  - en Argentine, élections législatives.
  - au Japon, les élections législatives sont remportées par la coalition conservatrice du Premier ministre Shinzō Abe.
  - en Slovénie, élection présidentielle, dont le président sortant social-démocrate Borut Pahor, et son adversaire  Marjan Šarec, se qualifient pour le second tour.
  - en Italie, référendums sur l'autonomie de la Lombardie et de la Vénétie, où une large majorité de « oui » l'emporte.
- 2019 :
  - couronnement de Naruhito, 126 e empereur du Japon.
  - la Turquie arrête son offensive dans le nord-est de la Syrie, après la conclusion  à Sotchi d'un accord avec la Russie.

- 2022 : 
  - en Chine, le 20e congrès du Parti communiste, débuté le 16 octobre 2022, renouvelle Xi Jinping comme secrétaire général, en élisant le nouveau comité central et le nouveau bureau politique[3].
  - en Italie, Giorgia Meloni (photo) devient la première femme à accéder à la présidence du Conseil des ministres. Son gouvernement prête serment le jour même[4].
- 2023 :
  - en Argentine, l’élection présidentielle se tient afin d'élire le président et le vice-président du pays pour un mandat de quatre ans. Le scrutin se tient en même temps que les élections législatives et sénatoriales. Sergio Massa et Javier Milei s'affronteront au second tour[5].
  - en Suisse, les élections fédérales ont lieu afin de renouveler les 200 sièges du Conseil national et 45 des 46 sièges du Conseil des États. La droite populiste suisse remporte le scrutin[6].

## Arts, culture et religion
- 451 : le concile de Chalcédoine s'accorde sur le Symbole éponyme.
- 1964 : Jean-Paul Sartre refuse le prix Nobel de littérature qui lui est attribué et c'est une première, au motif qu'aucun homme ne mérite d'être ainsi consacré de son vivant[7].

## Sciences et techniques
- 1797 : premier saut en parachute de l'histoire, réalisé par l'aérostier français André-Jacques Garnerin[8].
- 1879 : Thomas Edison invente l'ampoule électrique.
- 1975 : la sonde soviétique Venera 9 se pose sur la planète Vénus.
- 1998 : apparition de l'ouragan Mitch, qui causera entre 10 000 et 18 000 morts en Amérique centrale.
- 2024 : le petit astéroïde 2024 UQ se désintègre dans l'atmosphère terrestre au-dessus de l'océan Pacifique, entre la Californie et Hawaï, devenant le dixième astéroïde détecté et suivi dans l'espace avant sa chute sur Terre[9].

## Économie et société
- 1941 : 48 otages sont fusillés à Nantes, Châteaubriant et au mont Valérien, en représailles après la mort de Karl Hotz (supra-infra).
- 2014 : une fusillade éclate au parlement du Canada.

## Naissances

### XIesiècle
- 1071 : Guillaume IX d'Aquitaine, duc d'Aquitaine et de Gascogne de 1086 à 1127 et poète français († 11 février 1127).

### XIIesiècle
- 1197 : Juntoku (順徳天皇), 84e empereur du Japon de 1210 à 1221 († 7 octobre 1242).

### XVIesiècle
- 1511 : Erasmus Reinhold, astronome et mathématicien allemand († 19 février 1553).

### XVIIIesiècle
- 1729 : Johann Reinhold Forster, naturaliste polonais († 9 décembre 1798).
- 1737 : Vincenzo Manfredini, musicien du Grand-Duché de Toscane († 16 août 1799).
- 1761 : Antoine Barnave, homme politique français († 29 novembre 1793).
- 1764 : Jean-Marie Valhubert, militaire français († 3 décembre 1805).
- 1781 : Louis-Joseph de France, Dauphin de France, fils de Louis XVI, frère aîné de Louis XVII († 4 juin 1789).

### XIXesiècle
- 1811 : Franz Liszt, compositeur hongrois († 31 juillet 1886).
- 1818 : Leconte de Lisle (Charles Marie René Leconte de Lisle dit), poète français († 17 juillet 1894).
- 1844 : Louis Riel, homme politique canadien († 16 novembre 1885).
- 1870 :
  - Ivan Bounine (Иван Алексеевич Бунин), écrivain russe, prix Nobel de littérature en 1933 († 8 novembre 1953).
  - Camille Roy, prélat et critique littéraire québécois († 24 juin 1943).
- 1873 : Gustaf John Ramstedt, diplomate et linguiste finlandais (+ 25 novembre 1950).
- 1881 : Clinton Joseph Davisson, physicien américain, prix Nobel de physique en 1937 († 1er février 1958).
- 1893 : Charles Spinasse, homme politique français († 9 août 1979).
- 1896 : Charles Glen King, biochimiste américain († 23 janvier 1988).
- 1897 : Clara Malraux, écrivaine française d'origine allemande († 15 décembre 1982).
- 1898 : Bedrich Choupchik, gymnaste tchécoslovaque, champion olympique de grimper à la corde en 1924 († 11 juillet 1957).

### XXesiècle
- 1903 : George Wells Beadle, généticien américain, prix Nobel de physiologie ou médecine en 1958 († 9 juin 1989).
- 1904 : Constance Bennett, actrice américaine († 24 juillet 1965).
- 1905 :
  - Karl Jansky, physicien américain († 14 février 1950).
  - Joseph Kosma, compositeur français d’origine hongroise († 7 août 1969).
- 1907 :
  - James Emory « Jimmie » Foxx, joueur de baseball américain († 21 octobre 1967).
  - Jules Roy, écrivain et militaire français († 15 juin 2000).
- 1909 : Germaine Montero (Germaine Berthe Caroline Heygel dite), actrice et chanteuse française († 29 juin 2000).
- 1912 : 
  - Harry Callahan, photographe américain († 15 mars 1999).
  - Frances Drake, actrice américaine († 18 janvier 2000).
- 1913 : 
  - Robert Capa (Endre Ernő Friedmann dit), photographe américain († 25 mai 1951).
  - Bao Dai, empereur du Viêt Nam de 1926 à 1945, président du Conseil de 1949 à 1950 puis chef de l'État de 1949 à 1955 († 31 juillet 1997).
- 1914 : Pascual Márquez, matador espagnol († 30 mai 1941).
- 1915 : 
  - Raymonde Tillon, résistante et femme politique française († 17 juillet 2016).
  - Jean Despeaux, boxeur et comédien français, champion olympique († 25 mai 1989).
- 1917 : Joan Fontaine (Joan de Beauvoir de Havilland dite), actrice britannique, naturalisée américaine († 15 décembre 2013).
- 1918 : René de Obaldia, écrivain et académicien français au fauteuil no 22 († 27 janvier 2022).
- 1919 :
  - Doris Lessing, romancière, nouvelliste, poète et dramaturge britannique d'origine iranienne († 17 novembre 2013).
  - Claude Raoul-Duval, aviateur et résistant français, compagnon de la Libération († 10 mai 2018).
- 1920 : Timothy Leary, écrivain et psychologue américain († 31 mai 1996).
- 1921
  - Georges Brassens, auteur, compositeur, interprète guitariste et chanteur français († 29 octobre 1981).
  - Czesław Słania, graveur polonais († 17 mars 2005).
- 1922 : Ena de Silva, artiste srilankaise († 29 octobre 2015).
- 1924 : Jean Bretonnière, acteur et chanteur français († 13 mars 2001).
- 1926 : Claude Joseph, comédien français spécialisé dans le doublage vocal († 26 février 1995).
- 1928 : 
  - Nelson Pereira dos Santos, cinéaste brésilien  († 21 avril 2018).
  - Clare Fischer, compositeur et arrangeur américain  († 26 janvier 2012).
- 1929 :
  - Roger Fournier, écrivain québécois († 31 mai 2012).
  - Jean-Robert Gauthier, chiropraticien et homme politique canadien († 10 décembre 2009).
  - Lev Yachine (Лев Иванович Яшин), footballeur soviétique († 21 mars 1990).
- 1933 : Donald Herod Peterson, astronaute américain († 27 mai 2018).
- 1937 : Francesco Musso, boxeur italien champion olympique.
- 1938 :
  - Derek Jacobi, acteur britannique.
  - Christopher Lloyd, acteur américain.
- 1939 :
  - Jean-Pierre Desthuilliers, poète français († 6 décembre 2013).
  - David Anthony « Tony » Roberts, acteur américain.
- 1940 : Claude Mann (Claude Tasset dit), acteur, chanteur, metteur en scène et directeur français de théâtre.
- 1942 :
  - Robert Gaston « Bobby » Fuller, chanteur et guitariste américain († 18 juillet 1966).
  - Annette Funicello, chanteuse et actrice américaine († 8 avril 2013).
- 1943 : Catherine Deneuve (Catherine Dorléac Deneuve dite), actrice française.
- 1945 :
  - Michel Heim, auteur de théâtre et comédien français[10].
  - Yvan Ponton, acteur et animateur de télévision québécois.
- 1946 : Claude Charron, homme politique et animateur de télévision québécois.
- 1947 : Raymond Bachand, homme politique québécois.
- 1948 : 
  - François Leccia, acteur français de doublage († 12 juillet 2009).
  - Lynette Fromme, issue de la « famille » américaine de Charles Manson.
  - John Peterson, lutteur américain, champion olympique.
- 1949 :
  - Robert Thomas « Butch » Goring, hockeyeur professionnel canadien.
  - Arsène Wenger, entraîneur de football français.
- 1952 : 
  - Jeffrey Lynn « Jeff » Goldblum, acteur et chanteur de charme jazzy américain.
  - Lars Jonsson, artiste peintre et naturaliste suédois.
- 1955 : William « Bill » Condon, réalisateur et scénariste américain.
- 1957 : Francis Metzger, architecte belge, fondateur de MA².
- 1961 : Anton Josipović, boxeur croate, champion olympique.
- 1962 : Robert John « Bob » Odenkirk, acteur, producteur et réalisateur américain.
- 1963 : Brian Boitano, patineur artistique américain.
- 1964 : Lionel Abelanski, acteur français.
- 1966 : Valeria Golino, actrice italienne.
- 1967 :
  - Ulrike Maier, skieuse alpine autrichienne († 29 janvier 1994).
  - Ronald « Ron » Tugnutt, gardien de but canadien de hockey sur glace.
- 1968 :
- Fabrice Colson, comédien suisse
  - Stéphane Quintal, hockeyeur professionnel québécois.
  - Shaggy (Orville Richard Burrell dit), chanteur jamaïcain.
- 1969 : Helmut Lotti (Helmut Lotigiers dit), chanteur belge.
- 1973 : Ichiro Suzuki (鈴木 一朗), joueur de baseball japonais.
- 1974 :
  - Jeff McInnis, basketteur américain.
  - Miroslav Šatan, hockeyeur professionnel slovaque.
- 1975 : Jesse Tyler Ferguson, acteur américain.
- 1979 : Jannero Pargo, basketteur américain.
- 1982 : Robinson Canó, joueur de baseball dominicain.
- 1984 : Yosleider Cala Gerardo, joueur de volley-ball cubain.
- 1985 : Shahnez Boushaki, joueuse de basket-ball algérienne.
- 1986 :
  - Laure Boulleau, footballeuse française.
  - Kyle Gallner, acteur américain.
- 1990 : 
  - Khathia Bâ, kayakiste sénégalaise.
  - David Savard, hockeyeur sur glace canadien.
  - Sho Yano, enfant prodige américain.
- 1994 : David Shongo, musicien congolais.
- 1996 : B.I (Kim Han-bin dit), rappeur sud-coréen.

### XXIesiècle
- 2006 : Sheika Scott, footballeuse internationale costaricienne.

## Décès

### VIIIesiècle
- 741 : Charles Martel, maire des Palais d'Austrasie, de Neustrie et de Bourgogne de 717 à 741 (° v. 688).

### XIIIesiècle
- 1226 : Renaud II de Forez, prélat français (° inconnue).

### XIVesiècle
- 1383 : Ferdinand Ier, roi de Portugal de 1367 à 1383 (° 31 octobre 1345).

### XVesiècle
- 1462 : Louis de Beauvau, militaire français (° 30 octobre 1409).

### XVIIesiècle
- 1613 : Mathurin Régnier, poète français (° 21 décembre 1573).
- 1665 : César de Vendôme, grand amiral français (° 7 juin 1594).

### XVIIIesiècle
- 1764 : Jean-Marie Leclair, compositeur français (° 10 mai 1697).
- 1792 : Guillaume Le Gentil, astronome français (° 12 septembre 1725).
- 1798 : Joseph Sulkowski, militaire français (° 18 janvier 1773).

### XIXesiècle
- 1802 : Sophie Arnould, actrice et cantatrice française (° 13 février 1740).
- 1818 : Joachim Heinrich Campe, pédagogue allemand (° 29 juin 1746).
- 1853 : Juan Antonio Lavalleja, militaire et homme politique uruguayen, président du l'Uruguay en 1853 (° 24 juin 1784).
- 1869 : Michael Sars, naturaliste et un prêtre norvégien (° 30 août 1805).
- 1871 : Roderick Murchison, géologue britannique (° 19 février 1792).
- 1882 : Bernard-Augustin de Cabannes, aristocrate et héraldiste français.
- 1886 :
  - Ernest Desjardins, géographe et historien français (° 30 septembre 1823).
  - Adolf Lüderitz, commerçant allemand (° 16 juillet 1834).
  - Pierre Rossier, photographe suisse (° 16 juillet 1829).
  - Albert Wigand, botaniste allemand (° 21 avril 1821).
- 1894 : Philipp Bertkau, zoologiste allemand (° 11 janvier 1849).

### XXesiècle
- 1904 : Karl Josef Bayer, chimiste autrichien (° 4 mars 1847).
- 1906 : Paul Cézanne, peintre français (° 19 janvier 1839).
- 1909 : Jules Godart, chanteur lyrique belge, surnommé « Le Grand Blond » ou « Le Doré » (°  2 décembre 1877).
- 1917 : Robert James « Bob » Fitzsimmons, boxeur britannique (° 26 mai 1863).
- 1938 : Robert Mond, chimiste, industriel et archéologue britannique (° 9 septembre 1867).
- 1941 :
  - Louis Marcoussis, peintre et graveur français (° 14 novembre 1878).
  - Guy Môquet, militant communiste français (° 26 avril 1924).
  - Jean-Pierre Timbaud, syndicaliste français (° 20 septembre 1904).
- 1946 : Henry Bergman, acteur américain (° 23 février 1868).
- 1947 : Antoine Richard, historien, professeur, militant communiste et syndicaliste français (° 25 mai 1890).
- 1956 : Arthur Lowe, joueur de tennis britannique (° 29 janvier 1886).
- 1962 : Alfred Filuzeau, homme d'affaires français (° 3 mai 1878).
- 1970 : Samson François, pianiste français (° 18 mai 1924).
- 1973 : Pablo Casals, musicien espagnol (° 29 décembre 1876).
- 1978 : Georges-Henri Pingusson, architecte et urbaniste français (° 26 juillet 1894).
- 1979 : Nadia Boulanger, musicienne française (° 16 septembre 1887).
- 1985 :
  - Stefano Satta Flores, acteur et dramaturge italien (° 14 janvier 1937).
  - Viorica Ursuleac, soprano autrichienne (° 26 mars 1894).
- 1986 :
  - Ye Jianying (葉劍英), militaire et homme politique chinois, chef d’État de la république populaire de Chine de 1978 à 1983 (° 28 avril 1897).
  - Albert Szent-Györgyi, savant hongrois, prix Nobel de médecine en 1937 (° 16 septembre 1893).
- 1987 : 
  - Angiolino « Lino » Ventura, acteur et ancien catcheur français (° 14 juillet 1919).
  - Lucienne Legrand, actrice française (° 5 mai 1900).
- 1990 : Louis Althusser, philosophe français (° 16 octobre 1918).
- 1992 : Cleavon Little, acteur américain (° 1er juin 1939).
- 1993 : Innes Ireland (Robert McGregor Innes Ireland dit), pilote automobile britannique (° 12 juin 1930).
- 1995 : Kingsley Amis (Robert Markham dit), écrivain britannique (° 16 avril 1922).
- 1997 : René Gervais, résistant français, compagnon de la Libération (° 22 août 1908).
- 1998 :
  - Eric Ambler, écrivain et cinéaste britannique (° 28 juin 1909).
  - Jean Rafa (Jean Raphaël Febbrari dit), chanteur, compositeur et fantaisiste québécois d’origine française (° 21 mai 1910).
- 2000 : Rodney Anoa'i, lutteur samoan-américain (° 2 octobre 1966).

### XXIesiècle
- 2001 :
  - Roger Coggio, comédien et réalisateur français (° 11 mars 1934).
  - Albert Ducrocq, scientifique, journaliste et écrivain français (° 9 juillet 1921).
- 2002 :
  - Géraldine Apponyi, reine d'Albanie de 1938 à 1939, veuve du roi Zog (° 6 août 1915).
  - Reinhard Breder, conseiller du gouvernement allemand et SS-Standartenführer  participant à l'Holocauste en Union soviétique (° 2 février 1911).
  - Willy Michaux, cycliste sur route belge (° 13 juillet 1913).
- 2004 : Pedro Vilardebo, cycliste sur route espagnol (° 16 octobre 1953).
- 2005 : Arman (Armand Fernandez dit), plasticien français (° 17 novembre 1928).
- 2006 :
  - Arthur Hill, acteur canadien (° 1er août 1922).
  - Choi Kyu-ha (최규하), homme politique sud-coréen, président de la Corée du Sud de 1979 à 1980 (° 16 juillet 1919).
  - Nelson de la Rosa, acteur dominicain (° 6 septembre 1968).
- 2007 :
  - Sargon Boulus, poète irakien (° 1944).
  - Ève Curie, pianiste, femme de lettres, journaliste, conférencière et diplomate française (° 6 décembre 1904).
- 2008 : Ernest Kombo, prélat congolais (° 27 mars 1941).
- 2009 : Daan Bekker, boxeur sud-africain (° 9 février 1932).
- 2011 : « Antoñete » (Antonio Chenel Albaladejo dit), matador espagnol (° 24 juin 1932).
- 2013 : André Le Gal, écrivain franco-breton de romans d'aventures (° 11 novembre 1946).
- 2016 : Steve Dillon, dessinateur de comics britannique (° 22 mars 1962).
- 2017 : Elsa Girardot, escrimeuse française (° 21 février 1973).
- 2019 : Gustav Gerneth, supercentenaire allemand, doyen masculin officiel de l'humanité du 20 janvier 2019 jusqu'à cette mort (° 15 octobre 1905).
- 2020 : William Blinn (William Frederick Blinn dit), scénariste et producteur américain à l'origine de la série américaine Starsky et Hutch en 1975 (° 21 juillet 1937).
- 2021 : Álex Quiñónez, athlète de sprint équatorien (° 11 août 1989).
- 2022 :
  - Claude Chaigneau, peintre français (° 17 décembre 1937).
  - Patrick Dell'Isola, acteur français (° 19 août 1962).
  - Leszek Engelking, poète, traducteur, écrivain, essayiste, historien de la littérature et critique littéraire polonais (° 2 février 1955).
  - Rodney Graham, artiste contemporain canadien (° 16 janvier 1949).
  - Dietrich Mateschitz, entrepreneur autrichien (° 20 mai 1944).
  - Marianna Rochal, réalisatrice soviétique, puis russe (° 23 janvier 1925).
- 2023 : 
  - Ida Applebroog, plasticienne américaine (° 11 novembre 1929).
  - Reino Börjesson, footballeur international suédois (° 4 février 1929).
  - Mounira Chapoutot, universitaire et historienne tunisienne (° 27 avril 1942).
  - Alfred Kleinermeilert, prélat catholique allemand (° 31 mars 1928).
  - Raul Machado, footballeur international portugais (° 22 septembre 1937).
  - Anita Summers, économiste américaine (° 9 septembre 1925).
- 2024 : 
  - Annelie Ehrhardt, athlète de sprint est-allemande puis allemande (° 18 juin 1950).
  - Gustavo Gutiérrez Merino, prêtre, philosophe et théologien péruvien (° 8 juin 1928).
  - Jean-Claude Missiaen, critique de cinéma et réalisateur français (° 18 août 1939).
  - Lynda Obst, productrice de cinéma américaine (° 14 avril 1950).
  - Fernando Valenzuela, joueur de baseball mexicain (° 1er novembre 1960).

## Célébrations

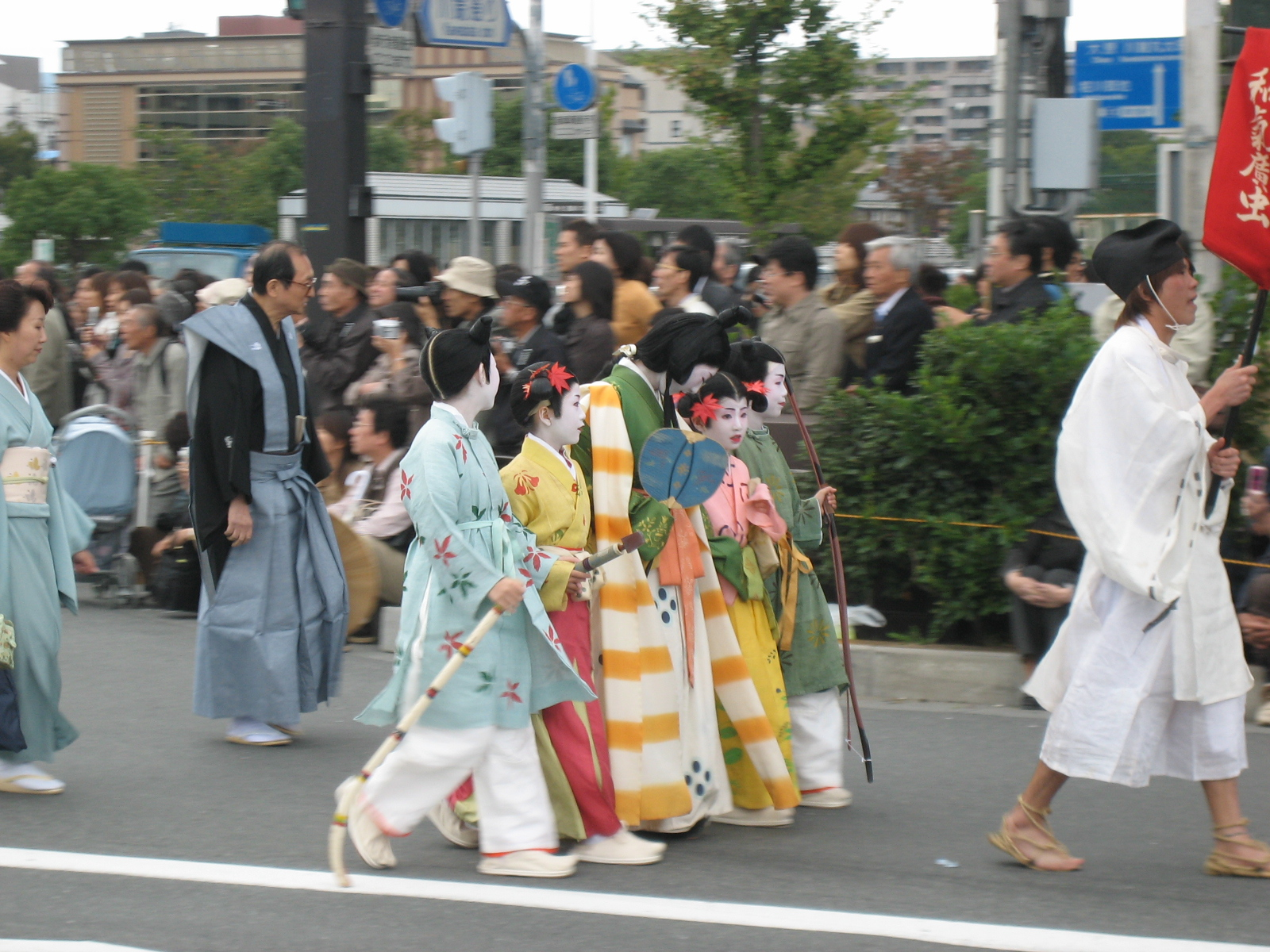
Détail d'un défilé du festival annuel Jidai matsuri de Kyoto au Japon

- ISAD : journée internationale de sensibilisation au bégaiement[11]
- La journée mondiale de l’énergie. Elle a été désignée comme telle en 2012 lors de l’ouverture du forum mondial de l’énergie à Dubaï.
- France : journée nationale de commémoration de Guy Môquet et de ses 26 camarades fusillés en 1941[12] (voir décès ci-avant et les 11 novembre ou 8 mai voire 14 juillet).
- Kyoto au Japon : Jidai matsuri ou l'un des trois plus importants festivals traditionnels de l’ancienne capitale impériale du Japon (photographie ci-contre).

### Saints des Églises chrétiennes

#### Catholiques et orthodoxes
Saints du jour, :
- Abercius d'Hiérapolis († 167), évêque de Hiérapolis.
- Benoît de Masserac († 845), fondateur d'un monastère selon la règle de saint Colomban, à Massérac.
- Donat de Fiesole (it) († 874), évêque de Fiesole.
- Élodie et Nunilone († 841), vierges et martyres à Huesca.
- Euchaire († 362), évêque itinérant martyr à Pompey.
- Loup de Soissons († 540), évêque de Soissons.
- Louvent († 584) — ou « Lupien » —, abbé de Saint-Privat, près de Mende, martyr en Champagne.
- Marc dit aussi Marc ou Mahalia de Jérusalem (en) († 156), 16e évêque connu de Jérusalem de 135 à cette mort terrestre, premier « gentil » / non Juif en tant que tel, renommé Aelia Capitolina et peut-être martyr sous le règne de l'empereur romain Antonin le Pieux[15].
- Mellon de Rouen († 310), 1er évêque de Rouen.
- Morand († 730) — ou « Moderan » —, évêque de Rennes.
- Népotien de Clermont († 388), 5e évêque de Clermont.
- Philippe, Sévère et Hermès († 304), l'évêque Philippe et le diacre Hermès martyrs à Héraclée; Sévère, prêtre martyr à Andrinople ; sous Dioclétien[16].
- Simmaque de Capoue (it) († 449), évêque de Capoue.
- Valère de Langres († 264), archidiacre et martyr des Vandales, près de Langres.

#### Saints et bienheureux catholiques
Saints et béatifiés du jour :
- Jean-Paul II († 2005), 264e pape, de 1978 à 2005.
- Rouaud († 1177), bienheureux 1er abbé de l'abbaye Notre-Dame de Lanvaux, puis évêque de Vannes.

#### Saints orthodoxes?
Outre les saints œcuméniques voire pré-schismatiques ci-avant, aux dates parfois "juliennes" / orientales...
- Théodore de Rostov († 1409), Ermite au nord de Moscou

### Prénoms
Bonne fête aux Élodie et ses variantes : Alodie, Elodia, Élodia, Élody ou Élodye.
Et aussi aux :
- Marc, Markus, Marcus, Markos, Marcos, Marco, Mark et toutes leurs autres variantes mentionnées pour la fête majeure des 25 avril ;
- aux Mahalia voire Aelia Capitolina ;
- Moran et ses variantes voire dérivés autant bretonnes : Morana, Morand, Moranenn, Moranez, Moranig, Morann, Morna, Mouran, etc.
- Aux Morvan et les siennes autant bretonnes de même : Molvan, Morvana, Morvannen, Morwenna, etc. (voir les Morgan(e/a) etc.).
- Aux Salomé et ses variantes comme Salomée, Shaloma, Shloma.

## Traditions et superstitions

### Dictons du jour
- « À la saint-Modéran, corneilles plein les champs. »[17] (et surlendemain de la saint-Corneille des 20 octobre)
- « À la saint-Vallier, la charrue sous le poirier. La Toussaint (1er novembre) venue, quitte ta charrue. »[18]
- « Au jour des saintes Maries, laboure avec énergie. »[17]
- « Pour la Saint-Vallier, le bois doit être rentré au bûcher. »[18]

### Astrologie
- Signe du zodiaque : trentième et dernier jour du signe astrologique de la Balance.

## Toponymie
- Les noms de plusieurs voies, places, sites ou édifices de pays ou régions francophones contiennent cette date sous diverses graphies : voir Vingt-Deux-Octobre .